# Brilliant (Alabama)
Brilliant é uma cidade  localizada no estado americano do Alabama, no Condado de Marion.

## Demografia
Segundo o censo americano de 2000, a sua população era de 762 habitantes. 
Em 2006, foi estimada uma população de 735, um decréscimo de 27 (-3.5%).

## Geografia
De acordo com o United States Census Bureau, a localidade tem uma área de 8,9 km², sem área coberta por água. Brilliant localiza-se a aproximadamente 243 m acima do nível do mar.

## Localidades na vizinhança
O diagrama seguinte representa as localidades num raio de 24 km ao redor de Brilliant. 